# Gruppo San Donato
Il Gruppo San Donato (GSD) è uno dei più grandi gruppi di ospedali privati italiani, con un centro diagnostico e diciannove ospedali (di cui tre IRCCS) situati in Lombardia e due in Emilia-Romagna a Bologna.

## Storia
L'origine del Gruppo San Donato risale al 1957, quando Luigi Rotelli, chirurgo, fondò, insieme ad altri medici, l'Istituto di Cura Città di Pavia a cui seguì, nel 1969, il policlinico San Donato.
Il processo di sviluppo, che ha portato il Gruppo San Donato a divenire, nel tempo, per crescita interna e per successive acquisizioni, la prima azienda ospedaliera d'Italia, ha inizio nel 1980 sotto la guida del figlio Giuseppe Rotelli. Nel 2000, il Gruppo acquisisce per 500 miliardi di lire le strutture di Antonino Ligresti, fratello del noto imprenditore Salvatore Ligresti.
Il 10 gennaio 2012 il gruppo si aggiudica per 405 milioni di euro l'ospedale San Raffaele di Milano battendo lo IOR del Vaticano e l'imprenditore genovese Vittorio Malacalza. Dall'11 maggio 2012 il gruppo controlla l'Ospedale San Raffaele s.r.l. nella quale sono state trasferite le attività sanitarie e di ricerca dell'Ospedale San Raffaele.
Nel 2015 Paolo Rotelli, figlio maggiore di Giuseppe Rotelli, diventa presidente del Gruppo.
Da giugno 2017 Elena Bottinelli subentra alla guida del San Raffaele in seguito alle dimissioni di Nicola Bedin.
Nel luglio 2019 l'ex ministro Angelino Alfano viene nominato presidente del Gruppo e Paolo Rotelli va a ricoprire il ruolo di vicepresidente insieme a Kamel Ghribi, mentre Francesco Giosuè Galli è confermato nell'incarico di amministratore delegato. Nel giugno 2020 entra nel cda del gruppo Roberto Maroni, l'ex ministro ed ex governatore della Regione Lombardia; nel consiglio d'amministrazione della holding e in quello dell'Ospedale San Raffaele entra anche Augusta Iannini, magistrato a Roma, capo dell'Ufficio legislativo del ministero della Giustizia e moglie di Bruno Vespa.

## Gli IRCCS e la ricerca scientifica
Il Gruppo comprende tre istituti di ricovero e cura a carattere scientifico (IRCCS):
- ospedale San Raffaele di Milano per la "medicina molecolare"
- policlinico San Donato per le "malattie del cuore e dei grandi vasi nell'adulto e nel bambino"
- Istituto Ortopedico Galeazzi per le "malattie dell'apparato locomotore"

### I poli universitari
L'attività didattica del gruppo è rafforzata da un pluriennale insediamento universitario in diverse aziende, tra cui:
- L'Università Vita-Salute San Raffaele, inaugurata nel 1996 con la facoltà di Psicologia, cui seguono nel 1998 la facoltà di Medicina e Chirurgia e nel 2002 la facoltà di Filosofia. Ciascuna facoltà è in sé una struttura complessa che ospita, oltre ai corsi di laurea e post laurea, centri di ricerca, scuole di dottorato, master[13].
- Il policlinico universitario di San Donato Milanese, sede di un intero triennio clinico del corso di laurea in medicina e chirurgia dell'Università degli Studi di Milano.
- Istituto ortopedico Galeazzi, sede di cattedra universitaria e di insegnamento di corso di laurea in Medicina e chirurgia dell'Università degli Studi di Milano.
- Istituto di Cura Città di Pavia, sede di cattedra universitaria e di insegnamento di corso di laurea in Medicina e chirurgia dell'Università degli Studi di Pavia.
- Nove ospedali sedi di cattedre universitarie e di insegnamenti delle scuole di specialità (Policlinico San Marco, Policlinico San Pietro, Villa Erbosa, Istituto Clinico Sant'Ambrogio, Istituto Clinico San Siro, Istituti Clinici Zucchi, Istituto Clinico San Rocco, Istituto Clinico Sant'Anna, Istituto Clinico Città di Brescia) istituiti da: Università degli Studi di Bergamo, Università degli Studi di Brescia, Università Cattolica del Sacro Cuore, Università degli Studi di Catania, Università degli Studi di Milano, Università degli Studi di Milano-Bicocca, Università degli Studi di Padova, Università degli Studi di Pavia, Università degli Studi di Trento, Università degli Studi dell'Insubria, Università degli Studi di Verona e Università telematica e-Campus.

## Le strutture

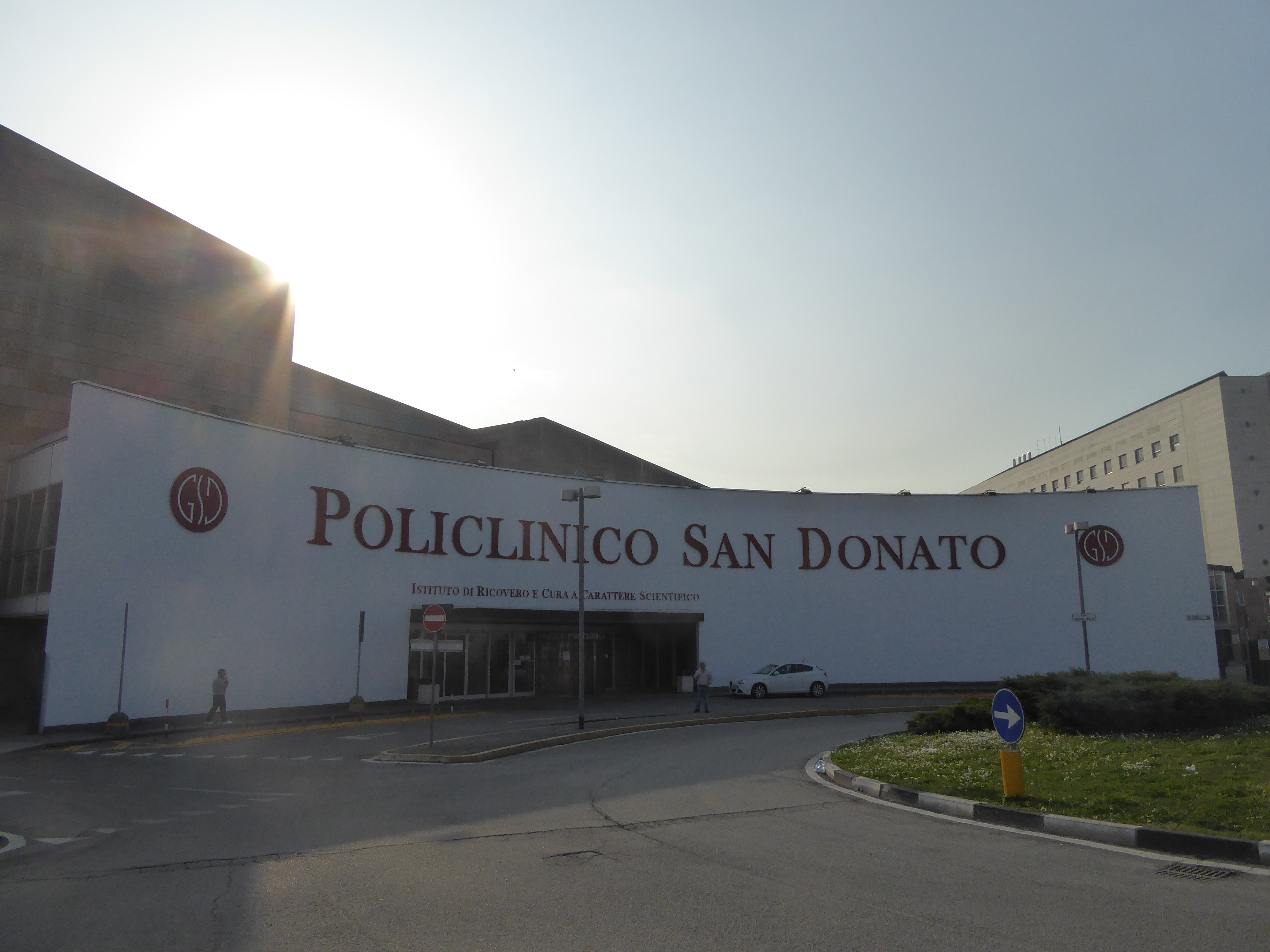
IRCCS Policlinico San Donato

- Policlinico San Pietro – Ponte San Pietro (BG)
- Centro diagnostico Treviglio – Treviglio (BG)
- Policlinico San Marco – Zingonia (BG)
- Villa Erbosa – Bologna
- Istituto clinico Città di Brescia[14] – Brescia
- Istituto clinico Sant'Anna[15] – Brescia
- Istituto clinico San Rocco[16] – Ome (BS)
- Istituto clinico Villa Aprica – Como
- Casa di cura la Madonnina – Milano
- Istituto clinico San Siro – Milano
- IRCCS Ospedale Galeazzi-Sant'Ambrogio
- Palazzo della salute – Milano[17]
- IRCCS Policlinico San Donato – San Donato Milanese (MI)
- IRCCS Ospedale San Raffaele – Segrate-Milano[18][19][20]
- Istituti clinici Zucchi – Brugherio, Carate Brianza e Monza (MB)
- Istituto di cura Città di Pavia – Pavia
- Istituto di cura Beato Matteo – Vigevano (PV)
- Smart clinic[21] – Orio al Serio (BG), Stezzano (BG), Cantù (CO), Pieve Fissiraga (LO), Cesano Boscone (MI), Bellinzago Lombardo (MI), Milano, Varedo (MB)
- Smart dental clinic[22]